# Nicholas Barker
Nicholas Howard Barker (ur. 25 kwietnia 1973 w Chesterfield) – brytyjski perkusista. Barker znany jest przede wszystkim z wieloletnich występów w grupach muzycznych Cradle of Filth oraz Dimmu Borgir. Ponadto współpracował on również z takimi grupami jak Testament, Borknagar, Brujeria, Leaves’ Eyes, Berwick RBL, Eyemouth RBLS, Benediction, Atrocity, Old Man’s Child, Lock Up czy nawet z tribute bandem poświęconym twórczości Death tj.  Symbolic. Był także członkiem inkarnacji zespołu Gorgoroth bez jego lidera Rogera "Infernusa" Tiegsa.
Muzyk naukę gry na instrumencie rozpoczął w wieku 13 lat, jako główne inspiracje wymienia takich instrumentalistów jak Neil Peart, Gene Hoglan, Clive Burr, Nicko McBrain, Dave Lombardo oraz Pete Sandoval.

## Dyskografia
| Cradle of Filth - The Principle of Evil Made Flesh (1994) - V Empire or Dark Faerytales in Phallustein (1996) - Dusk...and Her Embrace (1997) - Cruelty and the Beast (1998) Dimmu Borgir - Puritanical Euphoric Misanthropia (2001) - Alive in Torment (2001) - World Misanthropy (2002) - Death Cult Armageddon (2003) Twilight of the Gods - Fire on the Mountain (2013) |  | Monolith - Sleep With The Dead (1992) - Tales of the Macabre (1993) Brujeria - Brujerizmo (2000) - The Mexecutioner! - The Best of Brujeria (2003) Old Man’s Child - In Defiance of Existence (2003) Noctis Imperium - Glorification of Evil: The Age of the Golden Dawn (2008) God Seed - Live at Wacken (DVD, 2012) |